# Satyrus amida
Satyrus amida är en fjärilsart som beskrevs av Gross 1958. Satyrus amida ingår i släktet Satyrus och familjen praktfjärilar. Inga underarter finns listade.